# كريثيديا دو دوفين 2013
كريثيديا دو دوفين 2013 (بالإنجليزية: 2013 Critérium du Dauphiné)‏ هو سباق دراجات هوائية أقيم بتاريخ 2–9 يونيو 2013، تكون السباق من 8 مراحل وامتدّ لمسافة 1,136.5 كم بسرعة 38.5 كم/س، استغرق السباق 29 ساعة 28 دقيقة 46 ثانية. فاز به كريس فروم.

## الترتيب
| م                     | الدرّاج     | البلد           | الزمن                     |
| --------------------- | ---------- | --------------- | ------------------------- |
| الفائز بالترتيب العام | كريس فروم  | بريطانيا العظمى | 29 ساعة 28 دقيقة 46 ثانية |
| أفضل شاب              | روهان دنيس | أستراليا        | -                         |